# Аки, Анджела
А́нджела А́ки (яп. アンジェラ・アキ Андзера Аки, настоящее имя 安藝 聖世美 アンジェラ Аки Киёми Андзера; р. 15 сентября 1977) — японская поп-певица, автор песен, гитаристка и пианистка.
Родилась в небольшом посёлке Итано на острове Сикоку. Её отец был японцем, мать — смешанного итало-американского происхождения. Уроки фортепиано начала брать с трёх лет. К 15 годам выучила английский язык и уехала для продолжения обучения музыке на Гавайи, впоследствии окончила университет Джорджа Вашингтона в США со степенью в области политологии.
Свой первый концерт дала в 1997 году, первый альбом выпустила в 2000 году. Вернулась в Японию в 2003 году, где с этого времени записала более 500 песен.

## Дискография

### Студийные альбомы
- These Words (2001)
- Home (2006)
- Today (2007)
- Answer (2009)
- Life (2010)
- White (2011)
- Blue (2012)

### Сборники
- Songbook (2012)
- Tapestry of Songs: The Best of Angela Aki (2014)